# Ship to Shore
Ship to Shore was een Australische televisieserie voor kinderen, die zich afspeelde medio jaren negentig. De scenario's werden bedacht door David Rapsey en geschreven door onder anderen Glenda Hambly, John Rapsey en Mary Morris. Er werden uiteindelijk 78 afleveringen in drie seizoenen gemaakt. Het eerste seizoen, dat in 1992 werd opgenomen, werd geproduceerd door David Rapsey en Barbi Taylor. De laatste twee seizoenen lag de productie in handen van Gwenda Marsh en Paul Barron. Het verhaal draaide om het leven van een groep Australische kinderen en speelde zich af rond Circle Island, voor de kust van Perth.

## Cast
| Acteur                 | Rol              |
| ---------------------- | ---------------- |
| Clinton Voss           | Kelvin Crump     |
| Jodi Herbert           | Julie            |
| Heath Miller           | Ralph Knowles    |
| Cleonie Morgan-Wootton | Babe             |
| Ewen Leslie            | Guido            |
| Ronald Underwood       | Billy Miller     |
| Kimberley Stark        | Geraldine Crump  |
| Christie Pitts         | Sally            |
| Francoise Sas          | Amy Docherty     |
| Louise Love            | Louella Docherty |
| Rob Hackney            | Gavin Carney     |
| Adam Briggs            | Milan Radich     |
| Heath Bergersen        | Aaron            |